# تيري كوب
تيري كوب هو مؤرخ كندي، ولد في 1938.